# Mongia Taboubi
Mongia Taboubi (arabe : منجية الطبوبي) est une actrice tunisienne.
Actrice de théâtre à l'origine, Mongia Taboubi commence sa carrière au cinéma en 1970 avec le film Les Fellagas, dans le rôle de Rebh.

## Filmographie

### Cinéma

#### Longs métrages
- 1970 : Les Fellagas d'Omar Khlifi[3]
- 1972 : Et demain... ? de Brahim Babaï
- 1973 : Au pays du Tararanni de Hamouda Ben Halima, Hédi Ben Khalifa et Férid Boughedir[4]
- 1973 : Ommi Traki d'Abderrazak Hammami[5]
- 1973 : Mon village de Mohamed Hammami[5]
- 1975 : Sous la pluie de l'automne d'Ahmed Khchine

#### Courts métrages
- 1973 : Azziara (La Visite) de Hédi Ben Khalifa
- 2007 : El Burnous de Hamadi Arafa[6]

### Télévision

#### Séries
- 1969-1971 : Ommi Traki d'Abderrazak Hammami
- 2001 : Ryhana de Hamadi Arafa
- 2003 : Ikhwa wa Zaman de Hamadi Arafa
- 2010 : Donia de Naïm Ben Rhouma
- 2013 : Yawmiyat Imraa de Khalida Chibeni
- 2015 : Naouret El Hawa (saison 2) de Madih Belaïd
- 2015 : Awled Moufida de Sami Fehri
- 2019-2020 : Nouba d'Abdelhamid Bouchnak

#### Téléfilms
- 1997 : Lih El Fernan de Hamadi Arafa

## Théâtre
- 2005 : Familia star, texte et mise en scène de Moncef Souissi